# Arthur Johnson
Arthur Johnson (ur. 12 kwietnia 1879 r. w Dublinie, zm. 23 maja 1929 r. w Wallasey) – irlandzki piłkarz i trener piłkarski; pionier i promotor futbolu w Hiszpanii. Często mylnie uznawany za Anglika, jako że Irlandia była wówczas częścią Zjednoczonego Królestwa.
Był jednym z pierwszych piłkarzy Realu Madryt i zdobywcą pierwszego w historii gola dla tej drużyny w El Clásico (13 maja 1902 r.). Następnie, w latach 1910–1920 pełnił funkcję trenera Realu Madryt.